# Flößerei in Ostmitteleuropa
Dieser Artikel wurde wegen inhaltlicher Mängel auf der Qualitätssicherungsseite des Portals Geowissenschaften eingetragen. Dies geschieht, um die Qualität der Artikel im Themengebiet Geowissenschaften zu steigern. Bitte hilf mit, die Mängel zu beseitigen, oder beteilige dich an der Diskussion. (+)

Begründung: Etwas konfus aufgebaut, Überarbeitung notwendig. --Rita2008 (Diskussion) 18:24, 15. Jul. 2016 (CEST)
Für die Wirtschaft Ostdeutschlands hatte die Flößerei in Ostmitteleuropa überragende Bedeutung. Über die Memel, den Pregel und die Weichsel kam Holz in großen Mengen aus Russland, Weißrussland, Litauen und Galizien nach Tilsit, Memel, Königsberg und Danzig.

## Flüsse

### Memel

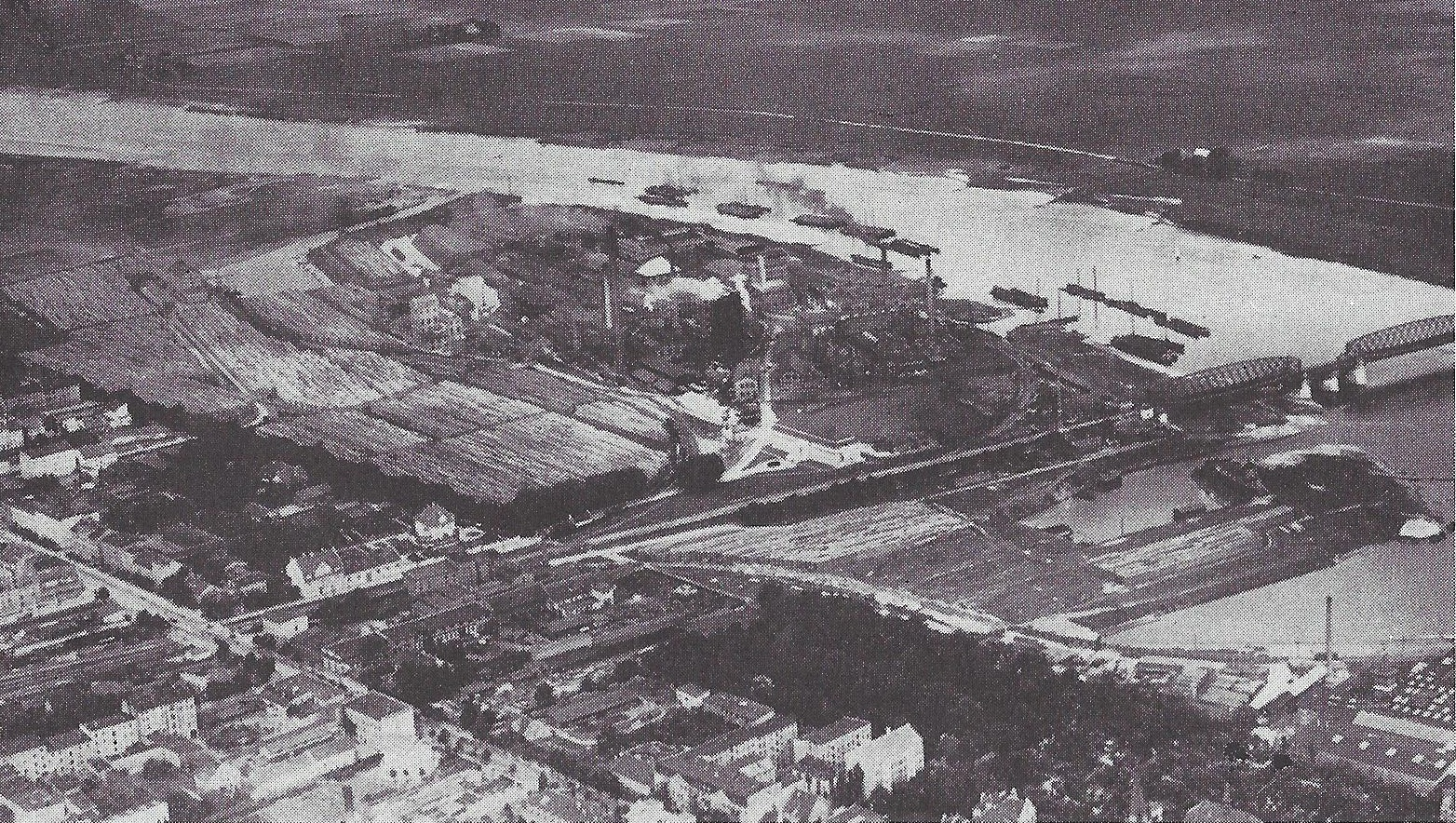
Flöße vor der Zellstoff-Fabrik in Tilsit

In den Memelorten Schmalleningken,  Sokaiten, Ruß, Minge und anderen wohnten viele Schiffer. Sie segelten mit ihren Boydaks und Oderkähnen auf der Memel stromab und stromauf. Bis zum Ersten Weltkrieg hatte die Memel europäische Bedeutung in der Flößerei. Aus Russland und Litauen brachte sie jährlich bis zu 4.000 Triften mit rund 2 Millionen Festmeter Holz nach Tilsit, wo sich der Bürgermeister Eldor Pohl durch Anlage eines Holzhafens um die Förderung der Flößerei verdient machte. Zum nicht geringen Teil wurde das Floßholz in Tilsit und Memel zu Zellstoff verarbeitet. Aus der Fabrik in Memel ging die Klaipėdos kartonas hervor.

### Pregel
Königsberg hatte zwei Zellstoff-Fabriken. Die eine lag im Osten zwischen der Tapiauer Straße und dem neuen Pregel, die andere in Rathshof am Unterlauf des Pregels.

### Weichsel

Floß auf der Weichsel vor Thorn

In Galizien und am oberen Bug wurden im Winter Kiefern und Tannen, manchmal auch Eichen, Buchen und andere Laubbäume geschlagen. Zum Teil wurden sie gleich zu Bahnschwellen oder Balken verarbeitet, zum Teil unbehauen zum nächsten Flusslauf gebracht. Noch im Winter wurden die Hölzer zur Verflößung zusammengesetzt. 10–20 Stämme wurden durch Querhölzer zu Tafeln verbunden, indem 30 cm lange Eisennägel durch die Querleisten in die Baumstämme getrieben wurden. Nach der Frostperiode wurden die Tafeln in den kleinen Nebenflüssen der Weichsel einzeln abwärts befördert, bis in den größeren Nebenflüssen einige Tafeln vereinigt werden konnten. Zu einer großen Holztraft konnten sie erst einige Meilen vor der Mündung des Nebenflusses in Weichsel verbunden werden. Eine Floßfahrt nach Danzig dauerte ein bis drei Monate, so dass bei guten Witterungsbedingungen 4–5 Fahrten im Jahr möglich waren.
Eine Weichselholztraft bestand aus 30–50 Tafeln, die in 4–7 neben- und in 8–10 Reihen hintereinander angeordnet waren. Die Tafeln wurden durch starke Seile oder Eisendraht aneinandergehalten. Die durchschnittliche Traftlänge betrug 100 m, die Breite 20–30 m. Mehrere Traften – meistens sechs, manchmal mehr – bildeten einen Transport. Festmachen konnten die Traften durch Schricken, senkrecht durch das Floß in den Grund gestoßene Balken. Jede Tafel hatte ein langes Ruder, einen Potschen.
Die kaufmännische Leitung solcher Transporte lag bei sog. Kassierern. Sie verkauften das Holz und bezahlten die Besatzung. Die technische Leitung lag beim Retmann (Kapitän). Als besonders erfahrener Flößer fuhr er der Traft in einem kleinen Kahn voran, um Tiefe und Strömung zu beobachten und Halteplätze auszumachen. Eine Traft wurde von 8–10 Mann gefahren. In der Blütezeit kamen auf der Weichsel jährlich mehr als 500 Lastkähne („szkuta“, „dubas“), fast 1000 „komięga“ und ca. 300 Flöße nach Danzig.

## Erinnerung

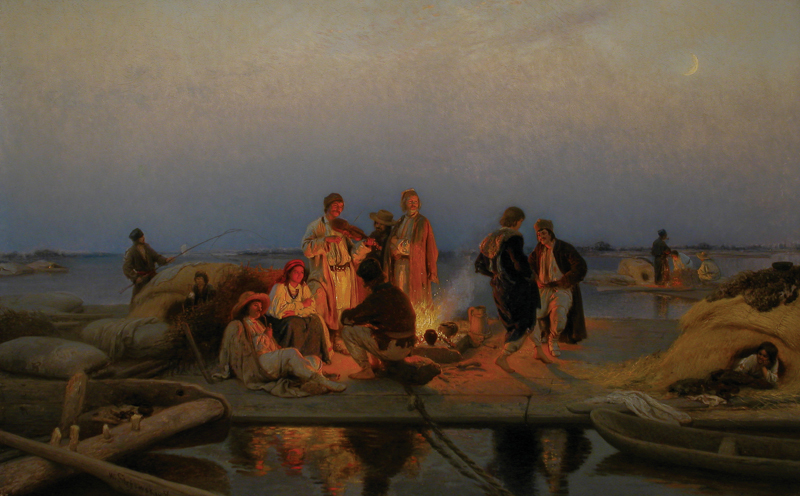
Abend am Weichselufer (Stryowski, 1881)

Das Leben und die Bräuche der polnischen Flößer, die Ende des 19. Jahrhunderts die Danziger Vorstädte bewohnten, wurden auf den Bildern von Wilhelm August Stryowski, einem Professor der Danziger Kunstakademie, festgehalten. Sie befinden sich heute in den Sammlungen der örtlichen Museen. Unter den musikalischen Werken bleibt die Oper Das Floß von Stanisław Moniuszko, die 1858 in Warschau uraufgeführt wurde, die bedeutendste.